# Arbre de campanes

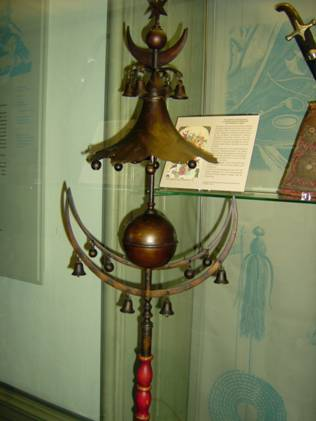
Arbre de campanes çağana en un museu alemany. Número 111.242.222 de la classificació Hornbostel-Sachs.

Un arbre de campanes (la versió més petita s'anomena çevgen o çağana (Tr.), turc jingle, Jingling Johnny, Schellenbaum (Ger.), chapeau chinois o pavillon chinois (Fr.), és un instrument de percussió utilitzat tradicional i internacionalment per bandes militars. Dins alguns contextos també serveix com a trofeu de batalla o objecte de veneració.

## Descripció
L'instrument, normalment de 2 to 2.5 metres de llarg, consisteix en un pal de fusta vertical rematat amb un ornament cònic de llautó i amb creuetes en forma de mitja lluna, també de llautó. Té nombroses campanes adossades a les creuetes i en altres llocs de l'instrument. Sovint tenen dues plomes de cua de cavall de diferents colors que estan suspeses d'una de les llunes; ocasionalment són de punta vermella, símbol del camp de batalla. No hi ha una configuració estàndard per a l'instrument, i de les moltes que es conserven als museus, difícilment en trobarem dues d'iguals.
L'instrument se sosté verticalment i quan es toca se sacseja amunt i avall o de costat. De vegades hi ha un mecanisme que permet fer-lo rotar.
Avui dia l'instrument ocupa un lloc destacat a les bandes de marxa com la Bundeswehr, la Legió Estrangera Francesa, les Forces Armades de Rússia, les Forces Armades de Xile, les Forces Armades de Bolívia i a les bandes militar otomanes. Algunes músiques folklòriques presenten instruments similairs basats en un bastó de fusta amb elements idiòfons com campanetes petites. Un exemple notable és l'australià "lagerphone", fet clavant taps de cervesa al pal d'una escombra, emprat per generar ritmes de percussió a les cançons o balls del bosc.
Durant la seva existència, la Unió Soviètica va crear formes variants de l'instrument per bandes militars, amb plomalls artificials vermells i l'estrella vermella.

## Aspectes no musicals
Els arbres de campanes van tenir un valor simbòlic per les unitats militars que els van utilitzar. El 88è Regiment a Peu (Connaught Rangers) en capturà un a la batalla dels Arapiles el 1812. Esdevingué un objecte d'orgull i veneració a les desfilades del regiment.
A principis del segle xx, els arbres de campanes eren utilitzats a les processions en honor a dignataris importants. Els intèrprets experts els feien girar de manera similar a com ara es mouen els tambors majors. Aquest aspecte sobreviu avui dia en l'ús dels arbres de campana com a elements simbòlics de les bandes militars de marxa. Això es pot veure clarament vist en els vídeos de la secció d'enllaços externs d'aquest mateix article.

## Història

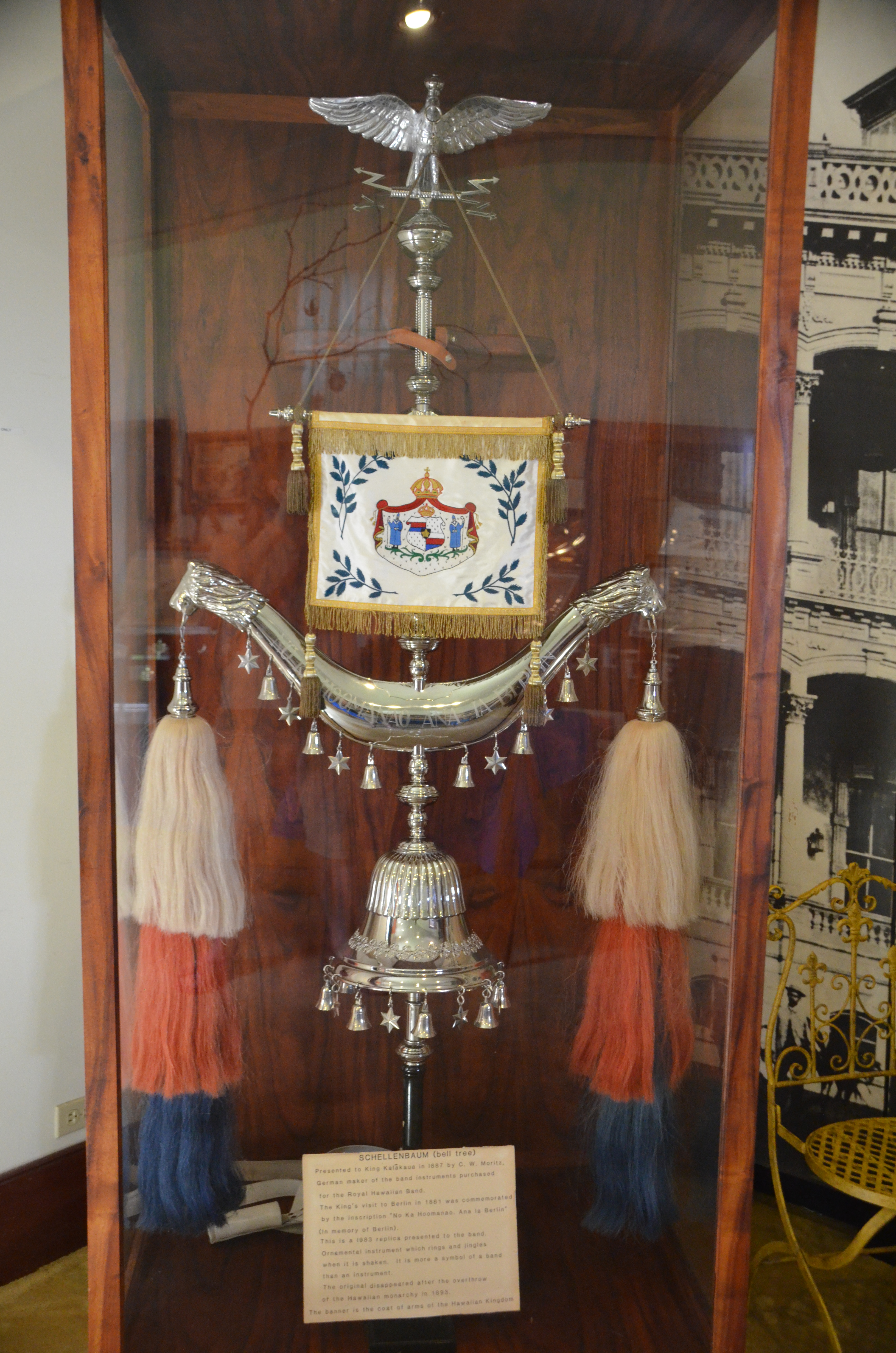
Rèplica d'un arbre de campanes presentat al rei David Kalākaua en ocasió de la seva visita a Berlín.

L'nstrument té possiblement antecedents en els pentagrames del tengrista de l'Àsia central. Apareixen instruments similiars a la música antiga xinesa, potser difosos des de les mateixes fonts centreasiàtiques (turques).
Els europeus van conèixer l'instrument al segle XVI. Al segle xviii, formava part de les bandes de geníssers turcs que aixecaven a Europa, i al segle xix s'utilitzava àmpliament a les bandes militars europees. Fou abandonat pels britànics a mitjans del segle xix, però sobreviu avui dia, de forma modificada, a Alemanya i als Països Baixos, a més a més de dues bandes militars de França (la Legió Estrangera Francesa i el 1er Regiment Spahi). També el trobem a les bandes militars de la Federació Russa, Ucraïna, Belarús, Azerbaidjan, Kazakhstan, Xile, Perú, Bolívia i Brasil (l'exemple és el Cos de Marina de cornamuses, percussió i cornetes brailers i el 1r Regiment de Guàrdia Muntada Dragoons). La seva presència en les bandes de Xile, Brasil i Bolívia es deu a les influències militars prussianes van arribar a aquests països a finals del segle xix i principis del XX.

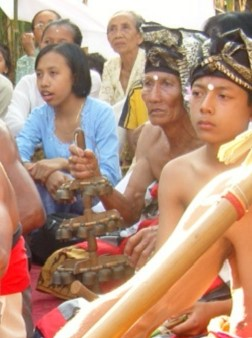
Gentorag, un arbre de campana de Bali.

El seu auge a Europa es va produir a mitjans dels segles xviii i xix, quan habitualment el tocaven africans vestits de forma molt elaborada, que feien tot tipus de contorsions mentre tocaven. Alguns d'aquests gestos es conservan avui dia, en els girs de les baquetes dels percussionistes. Un aspecte dels vestits elaborats sobreviu en el davantal de pell de lleopard que porten els percussionistes de les bandes militars britàniques; tanmateix l'ús del "Jingling Johnny" va deixar de tocar-se a l'Exèrcit Britànic el 1837.
L'any 1881 l'Emperador alemany Guillem I de Prússia vaig regalar un arbre de campanes al Rei David Kalākaua en ocasió de la visita del Rei a Berlín durant el seu viatge al món amb la inscripció "no ka hoomanao ana ia Berlin" (per commemorar Berlin), que llavors era l'instrument utilitzat per la Banda Hawaiana Reial.
A mitjans del segle xix aquest instrument va ser reemplaçat a moltes bandes pel glockenspiel, que s'utilitzava de manera similar però tenia més opcions musicals.

### Argentina
Conegut com "chinesco", l'instrument va ser utilitzat pels afro-argentins al segle xix. Les descripcions de l'instrument parlen del masacalla, un instrument ètnic. Una pintura per Martin Boneo i un retall de notícia de 1899 d'un espectacle permet veure un instrument aguantat en un pal llarg, amb cues de cavall, i una part superior punxeguda com un barret xinès, amb forma de mitja lluna.

### Java i Bali
L'instrument també ha estat conegut a Java amb els noms genta (hindu-javanès), klinting, byong o Kembang delima (flor de magrana), i a Bali com gentorag. Els instruments javanesos no tenen la mitja lluna o el barret, pero compten amb un eix central de fusta amb les campanes suspeses a diferents nivells en creuetes de fusta o metall. Les campanes també poden estar suspeses en rodes apilades unes damunt les altres, de la més gran a la part inferior a la més petita a la part superior. La roda està muntada de manera que la seva llanta no és amunt i avall com la d'un cotxe, sinó horitzontal a terra.

## Galeria d'imatges

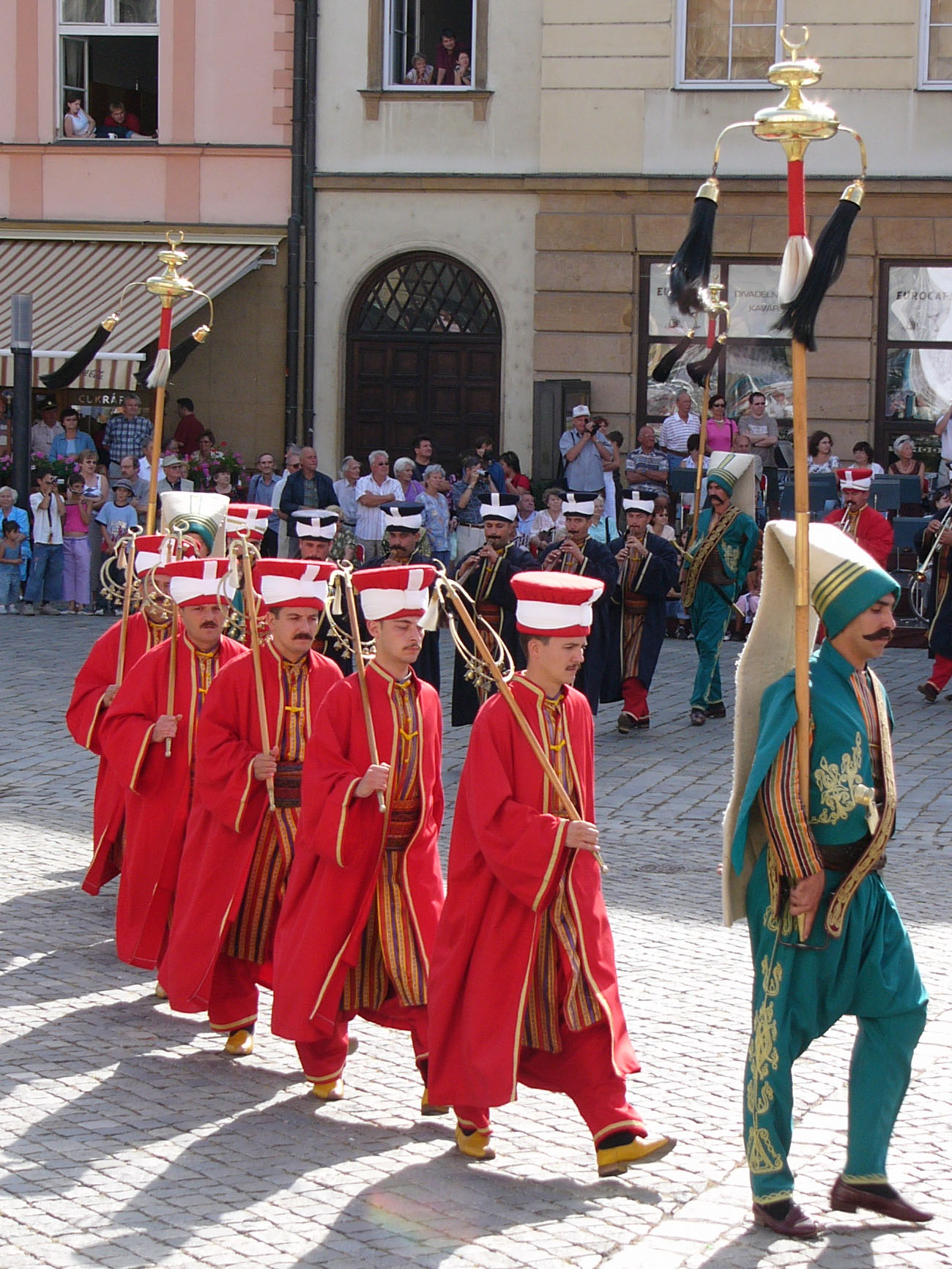
Músic de cevgen en una banda militar otomana
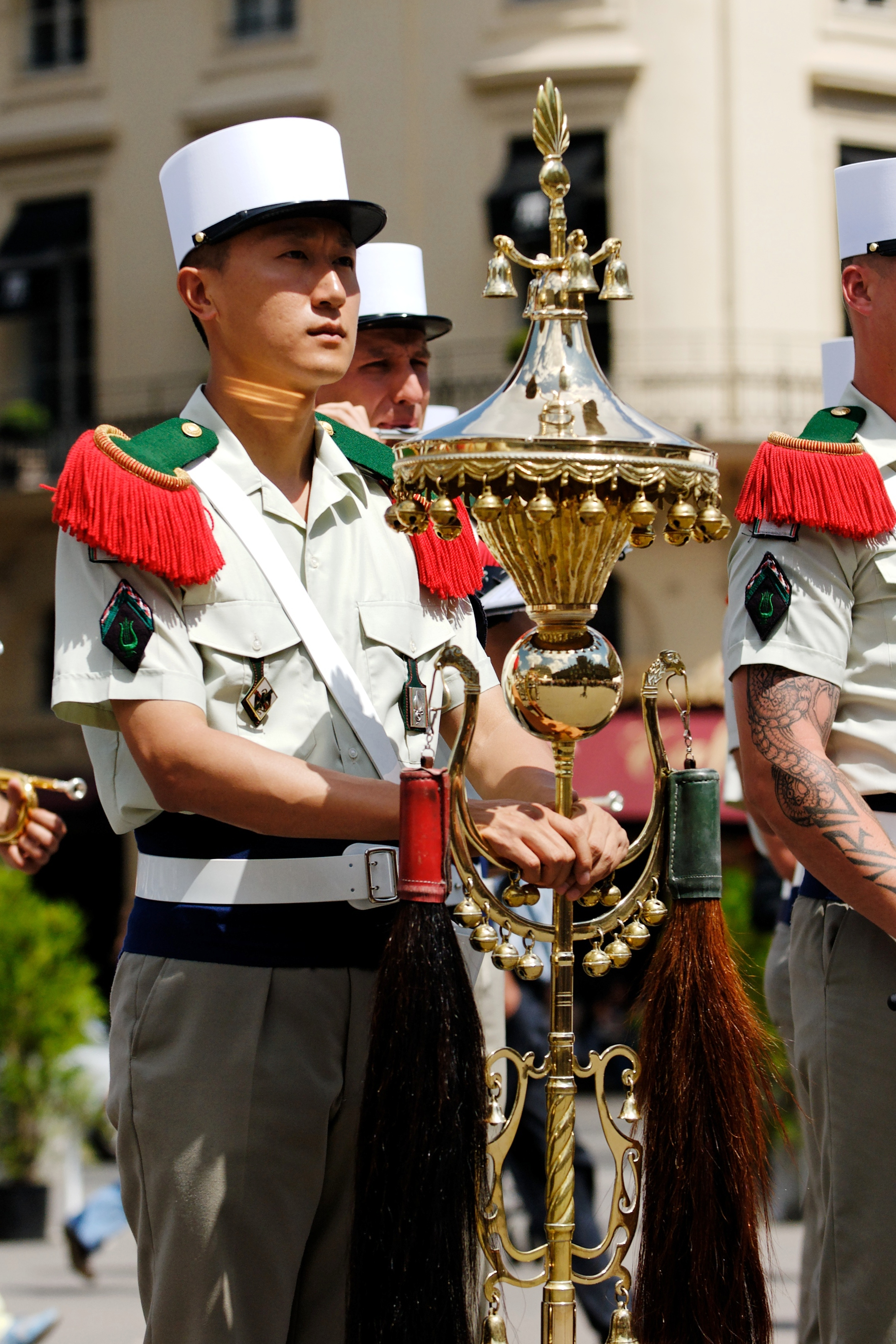
Arbre de campanes de la banda de música de la Legió Francesa Estangera.
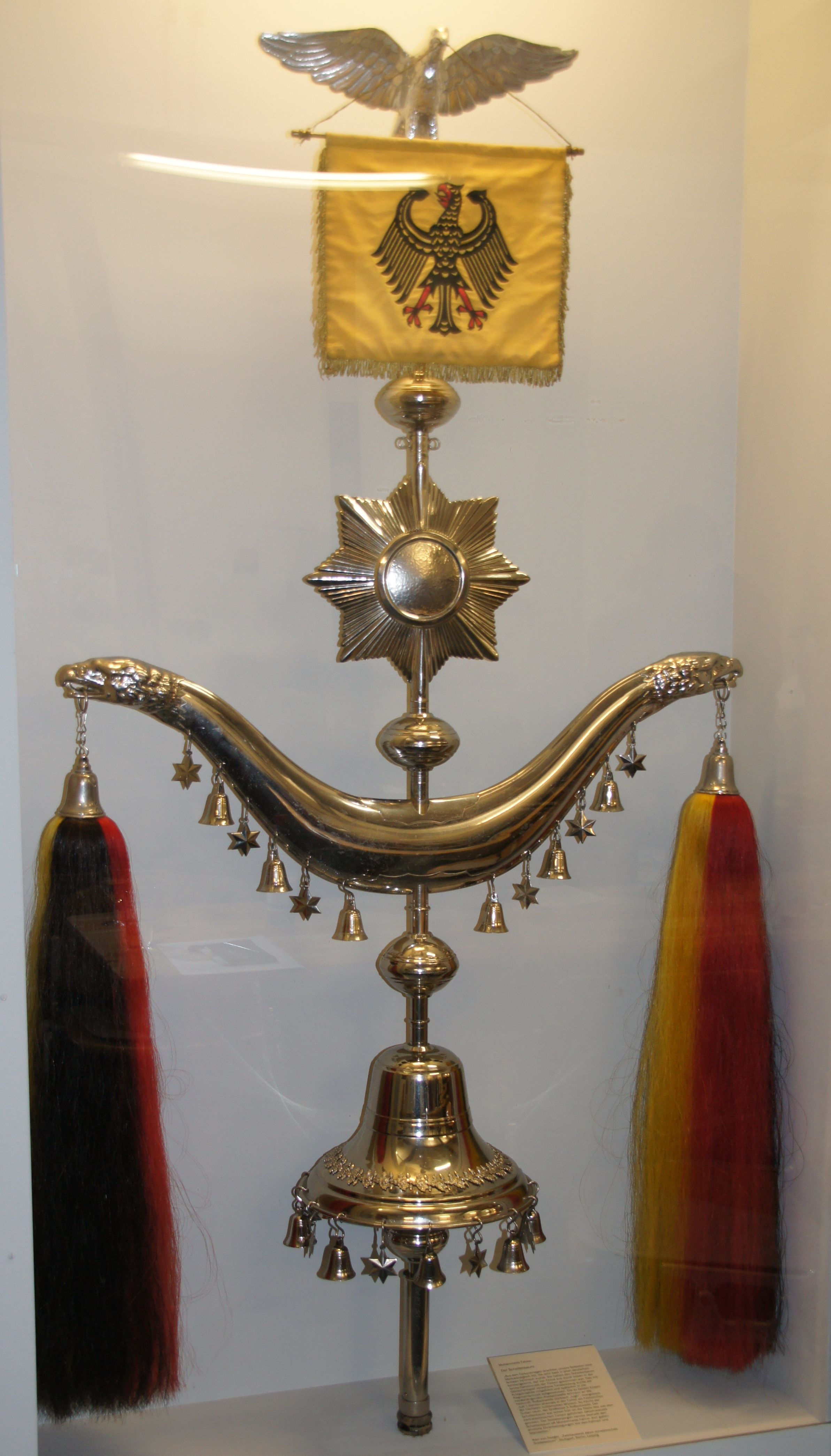
Schellenbaum de l'alemany Bundeswehr
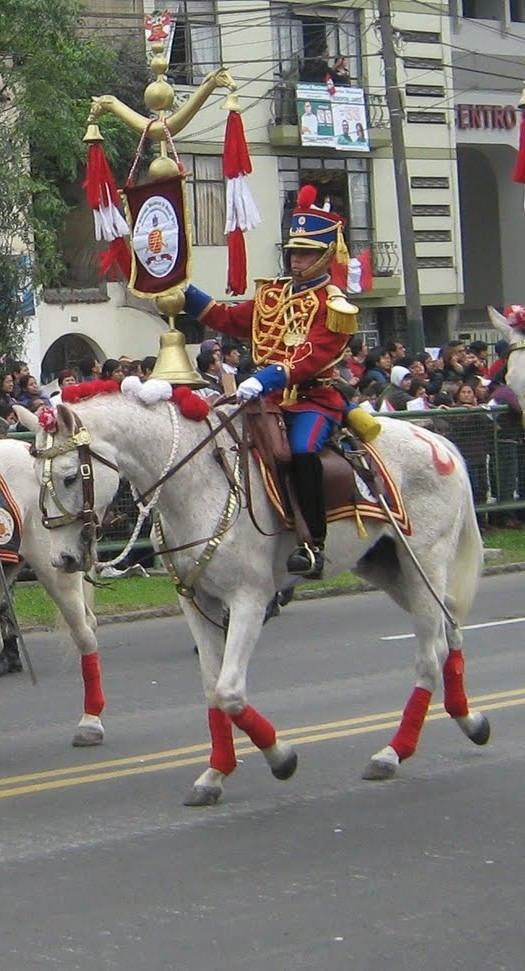
Un oficial del 1r Regiment de Cavalleria de Perú.
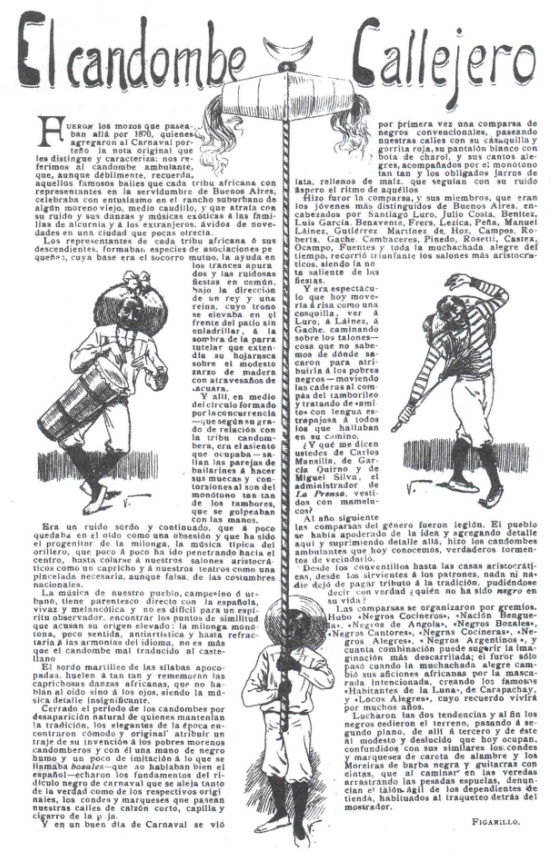
Argentina, 1899. A masacalla, used by Afro-Argentines, has two horsetails and a crescent.
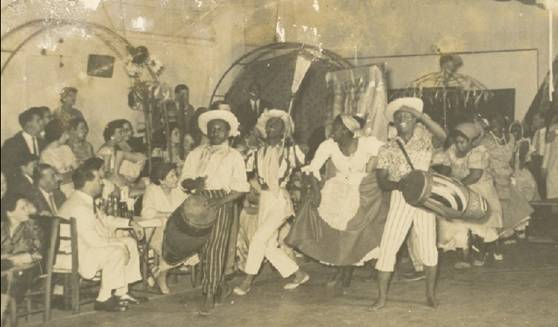
Argentina, ca. 1965. A chinesco is seen in the upper right corner, at the bottom of this photo.
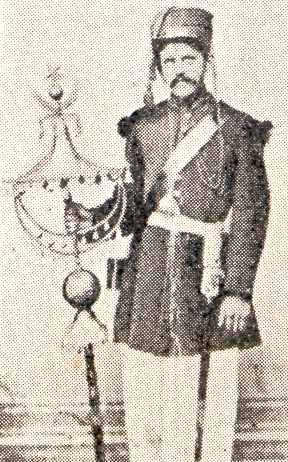
Brazil. Arbre de campanes o Árvore de Campainhas, 1868. L'instrument arribà a Brasil a través de Portugal.
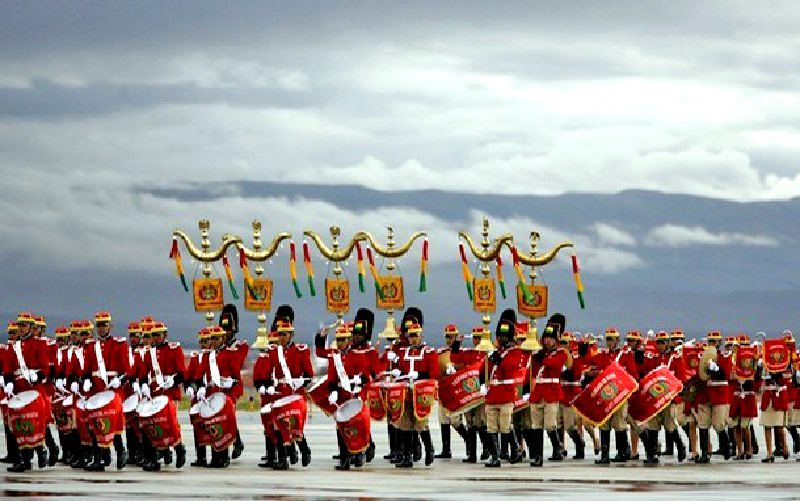
Bolivia, 2013.
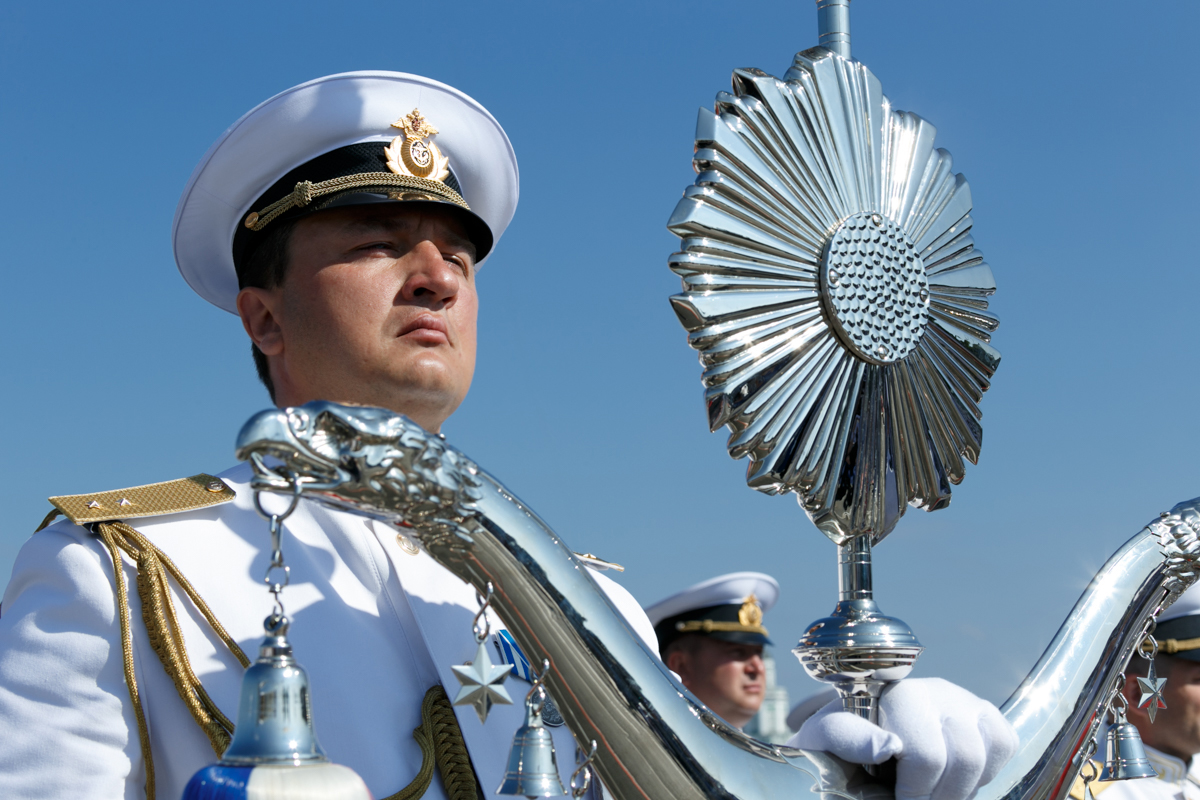
Rússia, 2018.
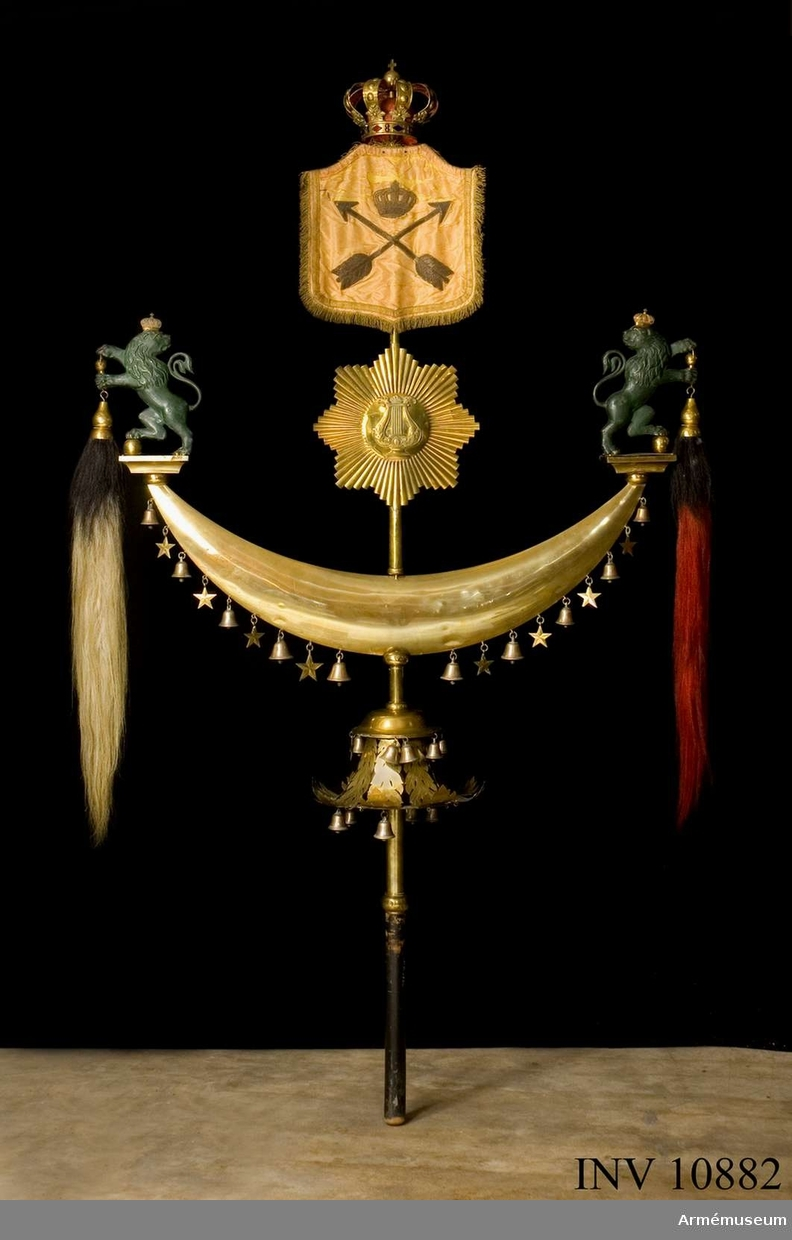
Suècia.
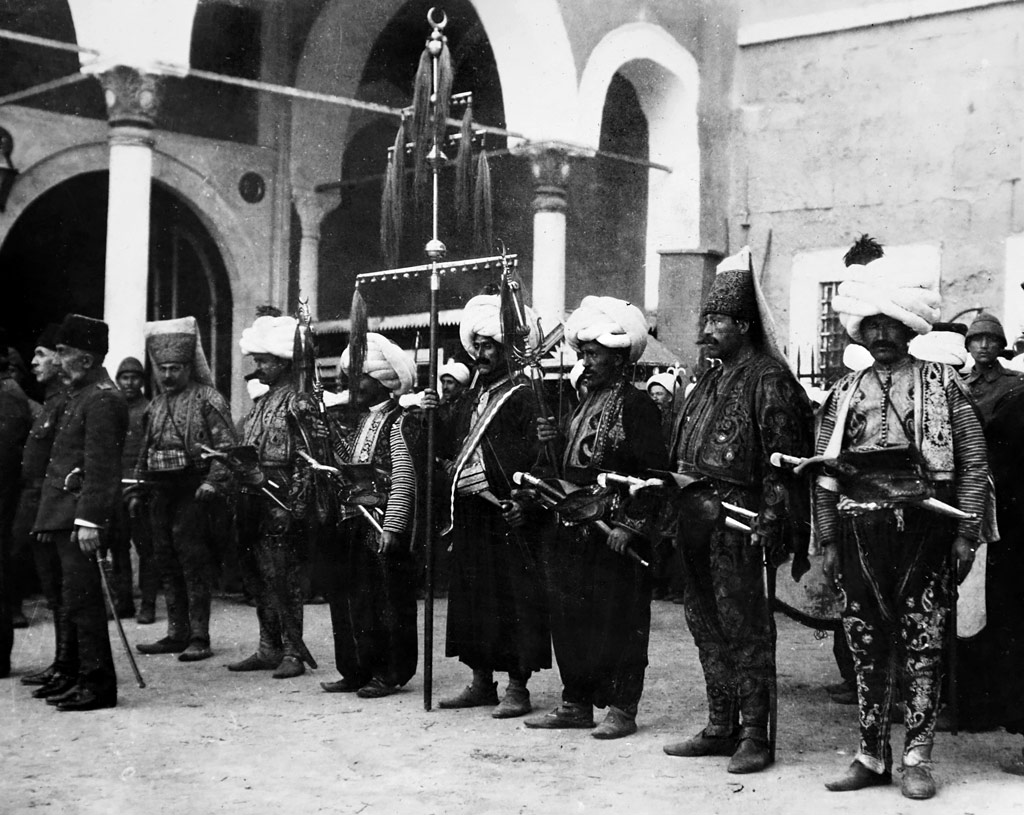
Istanbul, 1917.
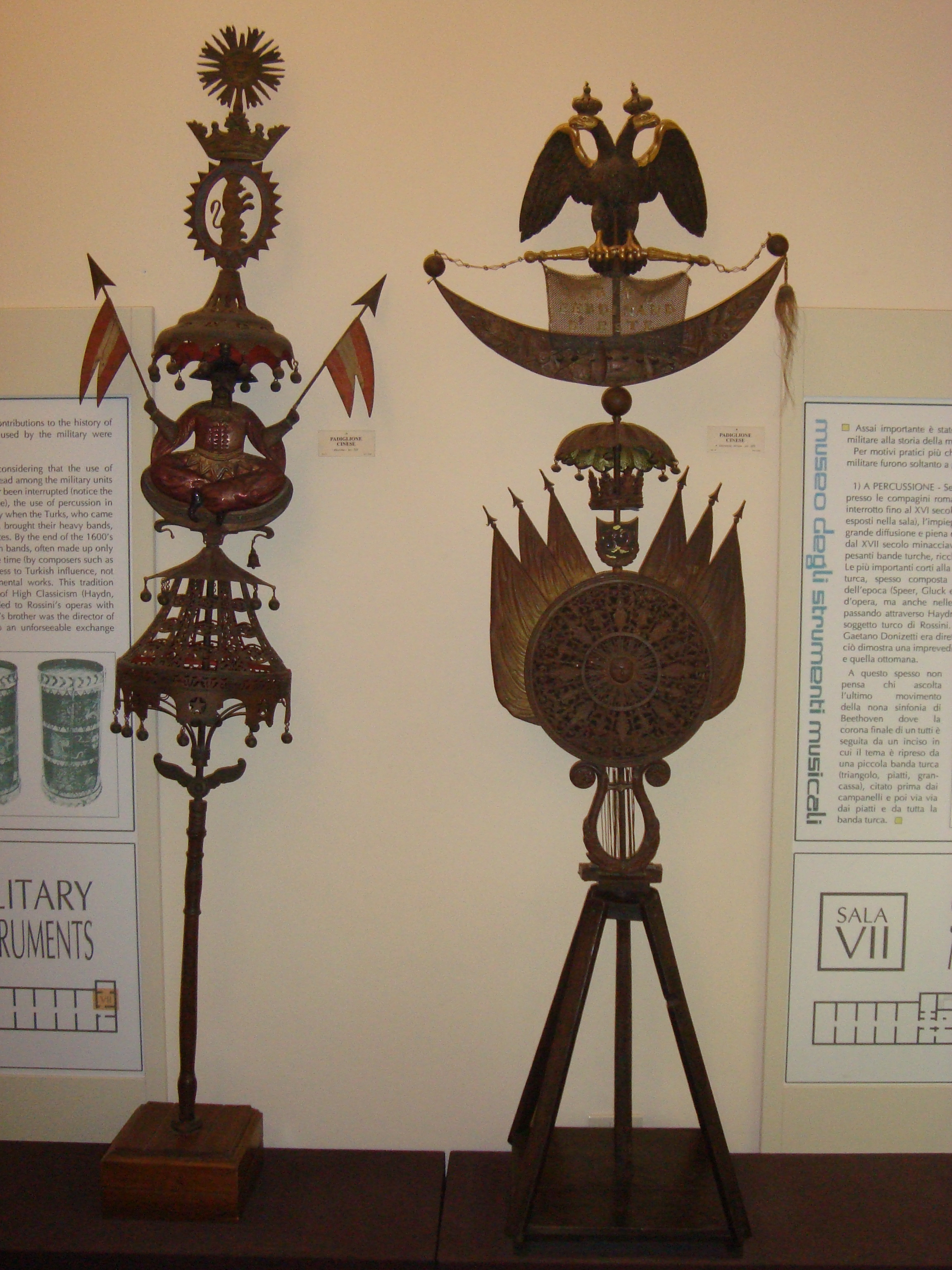
Itàlia.
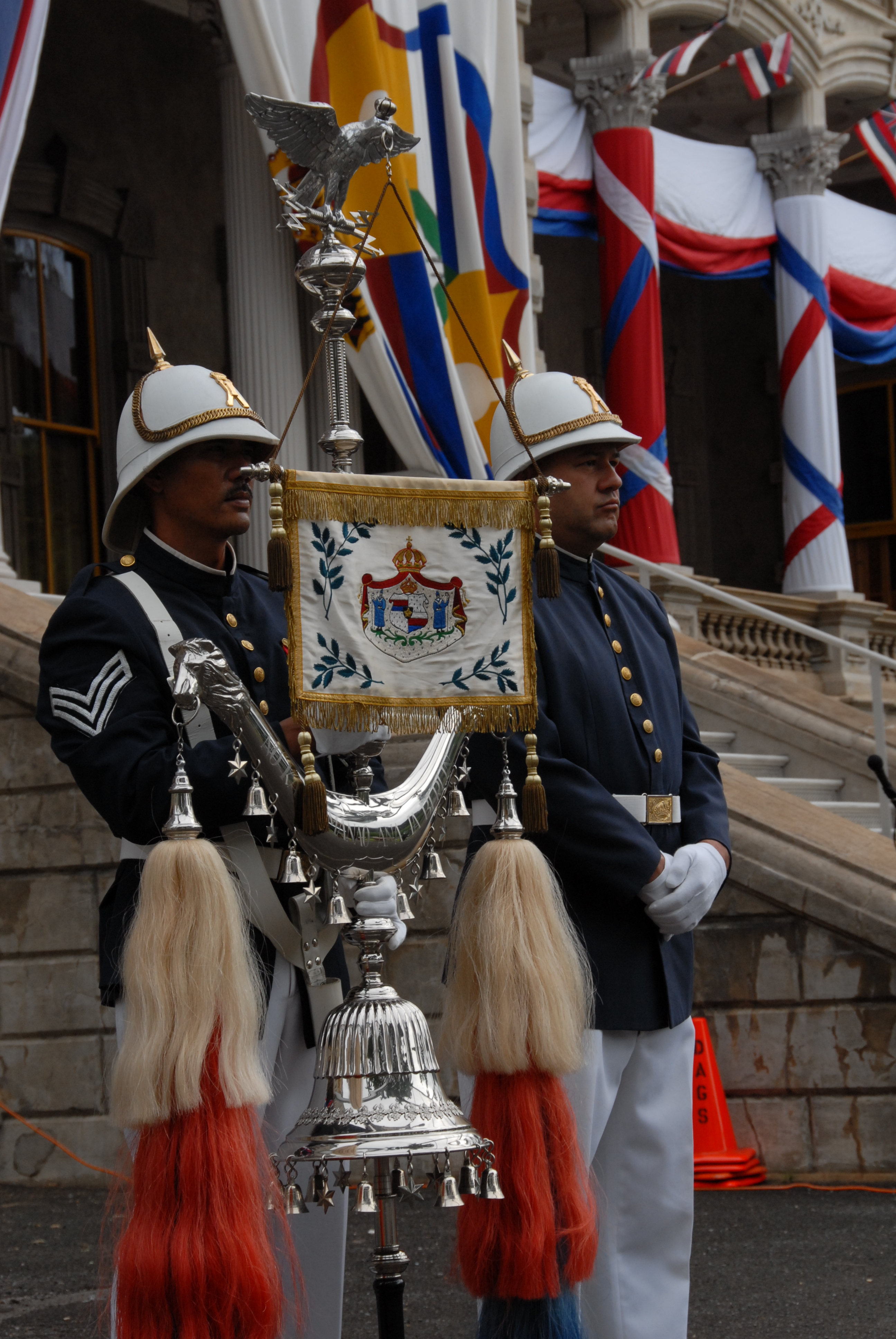
Hawaii, Guàrdia Reial.
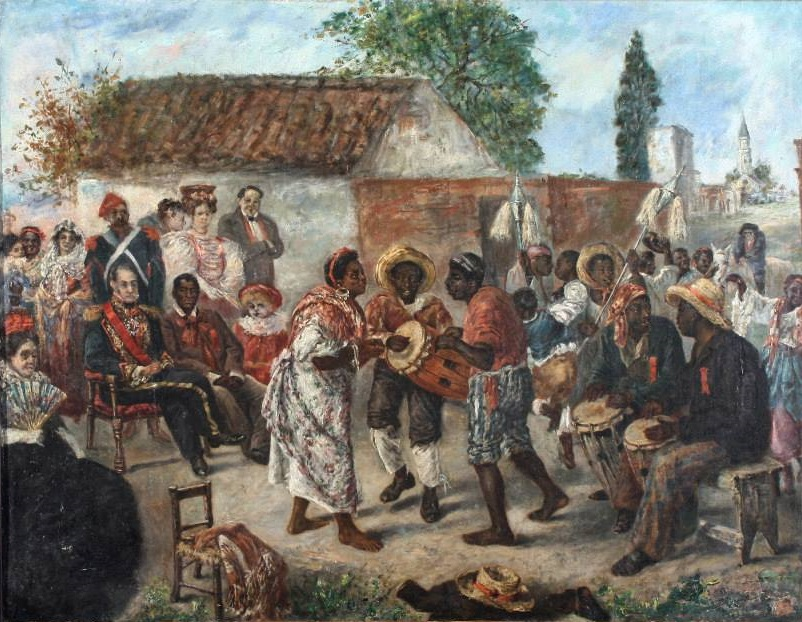
Argentina, representació de principis del segle xix. Un masacalla, utilitzat pels afroargentins, té dues cues de cavall i una punta punxeguda (com un barret xinès).

## Ús en composicions musicals
- L'abre de campanes figura de manera prominent a Marche pour la Cérémonie des Turcs, amb música de Jean-Baptiste Lully per al text de Molière, Comèdia-ballet Le burgeois gentilhomme (1670).
- Joseph Haydn l'incorporà a la seva Simfonia núm. 100 (1794).
- Beethoven l'emprava al finale de la Novena Simfonia, encara que no s'especifica a la partitura.[18][19]
- Hector Berlioz el va utilitzar a la seva peça massiva per banda de vent militar amb orgue i cor opcional Grande symphonie funèbre et triomphale (1840). El seu "somni ensemble" de 467 instrumentistes van incloure quatre arbres de campanes entre els seus 53 instruments de percussió.[9] Va dir sobre l'instrument: "L'arbre de campana, amb les seves nombroses campanes petites, serveix per donar brillantor a peces vives, i pompa a les marxes de música militar. Només pot agitar els seus flocs sonors, a intervals una mica prolongats; és a dir, unes dues vegades en un compàs, en un moviment de temps moderat".[20]
- John Philip Sousa l'incorpora a Nobles of the Mystic Shrine(1923).[12]
- Gareth Gilkeson de la banda irlandesa de folk-rocl Rend Collective toca un arbre de campanes al vídeo del tema "Build Your Kingdom Here" (2013).